# جون غراي (لاعب كرة قدم)
جون غراي (بالإنجليزية: John Gray)‏ (9 أكتوبر 1948 في المملكة المتحدة - ) هو لاعب اتحاد الرغبي ولاعب كركيت ولاعب دوري الرغبي ولاعب كرة قدم بريطاني في مركز صائد ‏. شارك مع منتخب إنجلترا الوطني لدوري الرغبي ومنتخب إنجلترا لسباعيات الرغبي ومنتخب بريطانيا العظمى الوطني لدوري الرغبي. أما مع النوادي، فقد لعب مع Coventry R.F.C. ‏ وويغان ووريورز ونادي وارويكشاير للكريكيت ‏.

## وصلات خارجية
- جون غراي على موقع إي آس بي آن كريك إنفو (الإنجليزية)